# Gurtretter
Der Gurtretter ist ein Hilfsmittel bei der Wasserrettung. Er besteht aus einem Brust-Schulter-Gurt, einer schwimmfähigen Verbindungsleine mit Ösen und einem Auftriebskörper aus biegsamen Materialien (zumeist Schaumstoff).

## Anwendung

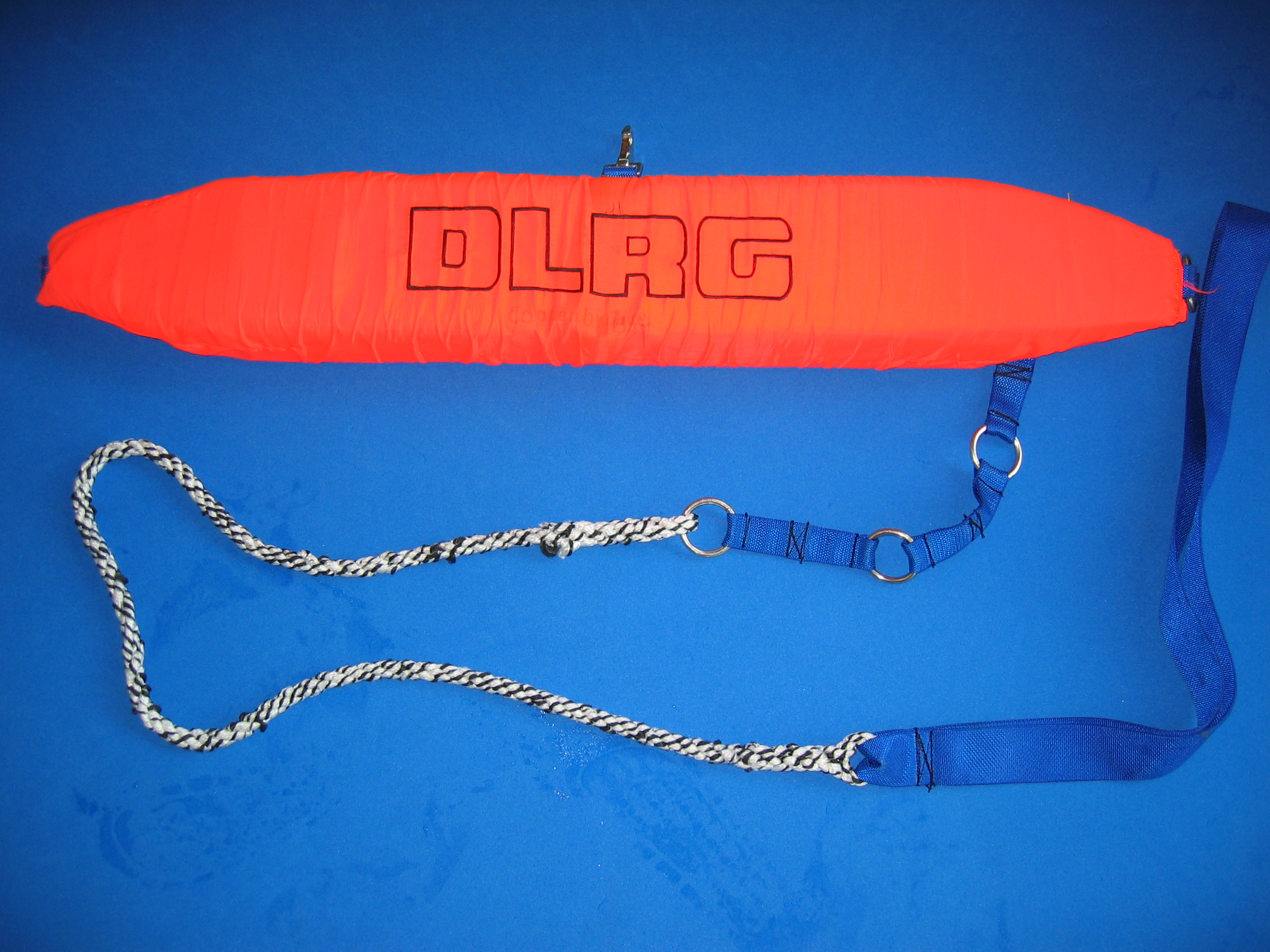
Ein Gurtretter der DLRG

Auf dem Weg zum Verunfallten wird der Gurtretter vom Rettungsschwimmer hinterhergezogen.
Wenn der Rettungsschwimmer bei dem Verunfallten angekommen ist, kann er diesem den Gurtretter reichen, um eine Umklammerung zu vermeiden. Der Verunfallte kann sich am Gurtretter festhalten und vom Rettungsschwimmer an Land gezogen werden.
Sollte der Verunfallte bewusstlos sein oder nicht mehr genug Kraft haben um sich am Gurtretter festzuhalten, kann der Rettungsschwimmer den Gurtretter um die Brust des Verunfallten binden und ihn so sicher an Land schleppen.

### Eigenrettung

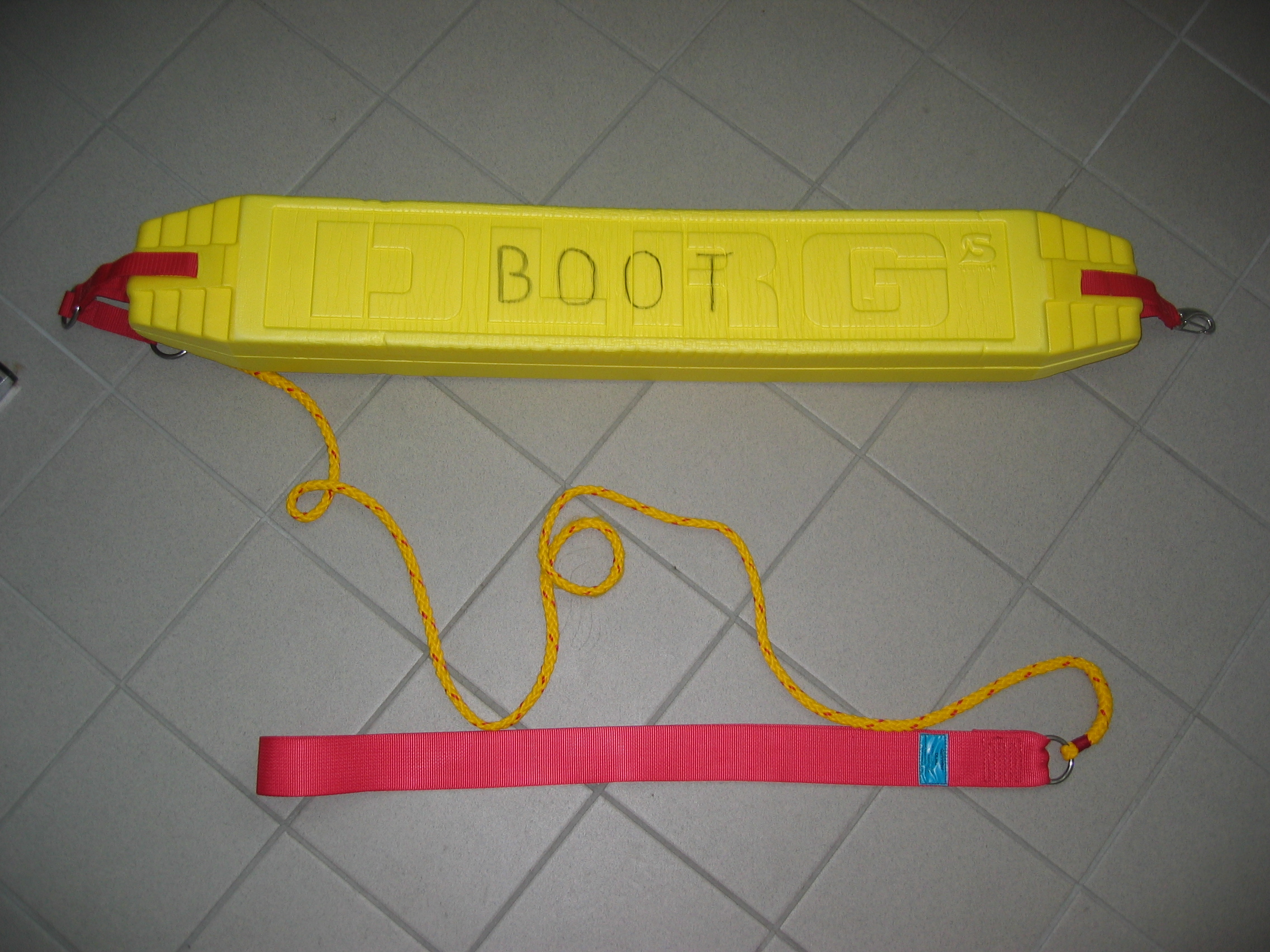
Die neue Version des Gurtretters

Der Rettungsschwimmer kann selbst in eine Situation geraten, beispielsweise bei längerem Aufenthalt im Wasser, bei der er sich am Gurtretter festhalten kann. 
Der Auftriebskörper bietet auch bei Einsätzen in der Brandung zusätzliche Sicherheit, da der Rettungsschwimmer ihn als Puffer zwischen sich und z. B. Felsen und Buhnen halten kann.

### Rettungssport
Im Rettungssport ist der Gurtretter ein wichtiges Wettkampfgerät. Bei folgenden Disziplinen kommt er dabei zum Einsatz:
- Retten einer Puppe mit Flossen und Gurtretter (50 m Flossenschwimmen, Puppenübernahme und 50 m Schleppen der Puppe mit dem Gurtretter)
- Super-Lifesaver (75 m Freistil, Puppenaufnahme, 25 m Puppe schleppen, Anlegen von Flossen und Gurtretter, 50 m Flossen schwimmen mit Gurtretter, Puppenübernahme, 50 m Schleppen der Puppe mit Flossen und Gurtretter)
- Gurtretterstaffel[2]
- Rescue Tube Rescue Race (Freigewässerdisziplin: Ein Schwimmer nimmt Flossen und den Gurtretter, sprintet in die Brandung und legt beides an. Daraufhin schwimmt er zur Boje und legt dem dort wartenden zweiten Schwimmer den Rettungsgurt an. Der Flossenschwimmer schleppt die Person zurück zum Ufer. Im hüfttiefen Wasser übernehmen zwei Helfer die Person und tragen sie über die Ziellinie)

## Vorteile
- hohe Eigensicherung durch den Auftriebskörper
- hilfebedürftige Personen können sich leicht am Gurtretter festhalten
- schnell einsatzbereit
- viele Anwendungsmöglichkeiten
- leichte Pflege

## Nachteile
- das Anlegen der Gurtretters beim Verunfallten muss geübt werden
- in der alten Version (orange) schwierige Pflege. Mit der neuen Version (gelb) wurde dieses Problem behoben
- nicht ohnmachtssicher